# Medieval Worlds
Medieval Worlds. Comparative & Interdisciplinary Studies je odborným časopisem pro středověká studia s dvojitě zaslepeným recenzním řízením. Vydává ho dvakrát za rok v on-line formátu s otevřeným přístupem (open-access) Verlag der Österreichischen Akademie der Wissenschaften jménem Institut für Mittelalterforschung Rakouské akademie věd.
Hlavním zaměřením časopisu jsou interdisciplinární, transkulturní a srovnávací studie pro období mezi přibližně 400 a 1500 n. l., které se týkají především Evropy, Asie a severní Afriky. Zakladateli a současnými editory jsou Walter Pohl and Andre Gingrich.
Časopis Medieval Worlds byl založen v roce 2015 s počátečním financováním Rakouského vědeckého fondu (FWF) s cílem podpořit inovativní odborné časopisy s otevřeným přístupem.
Časopis je indexován v Crossref, DOAJ, ERIH PLUS and EZB.

## Témata
Medieval Worlds publikuje otevřená a tematická vydání. Mezi témata patří:
- Comparison in Medieval Studies[8]
- Empires: Elements of Cohesion and Signs of Decay[9]
- The Genetic Challenge to Medieval History and Archaeology[10]
- Religious Exemption in Pre-Modern Eurasia, c. 300–1300 CE[11]
- Medieval Religious Polemic across Genres and Research Cultures[12]